# دوبلياني
دوبلياني (Дубляни) هي مدينة في مقاطعة بلاغويفغراد في أوكرانيا.
يبلغ عدد سكانها حوالي 9752 نسمة.